# Vincent Morcel
Vincent-Marie-Eugène Morcel, né le 21 avril 1817 à Rennes et mort dans la même ville le 7 décembre 1897, est un receveur des contributions indirectes et un homme politique français. Il est maire de Rennes de 1892 à 1896.

## Biographie
Vincent Morcel est né le 21 avril 1817 à Rennes. Receveur des contributions indirectes, il débute très tard une carrière politique, devenant maire de Rennes et conseiller général du canton nord-est en 1892, vice-président du conseil général la même année et président du comice agricole du canton nord-est. Maire de Rennes jusqu'en 1896, il meurt en 1897.
Le sculpteur Emmanuel Dolivet a réalisé un buste de lui en plâtre.

## Récompenses
- 1893 : Chevalier de la Légion d'honneur